# كأس إسكتلندا 1878–79
كأس اسكتلندا 1878–79 (بالإنجليزية: 1878–79 Scottish Cup)‏ هو موسم من كأس اسكتلندا. كان عدد الأندية المشاركة فيه  126.